# Ozarba hemitecta
Ozarba hemitecta là một loài bướm đêm trong họ Noctuidae.